# 吉勒王朝
吉勒王朝（挪威語：Gille dynasty），中世紀時期統治挪威的一個王朝，由哈拉爾·吉勒（Harald Gille，即哈拉爾四世）建立。

## 歷任國王
1. 哈拉爾四世，1130年至1136年在位
2. 西居爾二世，1136年至1155年在位
3. 英格一世，1136年至1161年在位
4. 埃斯泰因二世，1142年至1157年在位
5. 哈康二世，1157年至1162年在位